# آتیمه، بنین
آتیمه (به فرانسوی: Athiémé) شهری در استان مونو واقع در کشور بنین است که در سال ۱۹۹۲ میلادی ۹٬۵۱۷ نفر جمعیت داشته و جمعیت آن در سال ۲۰۰۵ میلادی به ۱۳٬۵۸۵ نفر رسیده‌است.